# Anna Ornstein
Anna Brünn Ornstein (27. Januar 1927 in Szendrő, Königreich Ungarn – 2. Juli 2025 in Brookline, Massachusetts) war eine ungarisch-US-amerikanische Kinderpsychiaterin, Psychoanalytikerin und Holocaustüberlebende. Sie galt als wichtige Vertreterin der psychoanalytischen Selbstpsychologie, die Empathie als zentrales therapeutisches Prinzip betont.

## Leben
Ornstein wuchs in einer wohlhabenden jüdischen Familie im nordungarischen Szendrő auf, wo sie bereits in ihrer Kindheit Antisemitismus erlebte. Im Juni 1944 wurde sie siebzehnjährig zusammen mit ihrer Mutter in das Konzentrationslager Auschwitz deportiert. Ihr Vater und ihre Großmutter wurden dort unmittelbar nach der Ankunft ermordet. Wenige Tage später wurde Ornstein in das KZ Plaszow verlegt, wo sie schwere Zwangsarbeit beim Steinschleppen verrichtete, bevor sie erneut nach Auschwitz zurückgebracht wurde. Bei dieser Rückkehr ließ sie sich bewusst eine besonders sorgfältig gestochene Lagernummer tätowieren, weil sie hoffte, eine Registrierung könne ihr Leben schützen. Neben Auschwitz und Plaszow überstand sie auch das Arbeitslager Parschnitz.
Nach der Befreiung kehrten Mutter und Tochter nach Ungarn zurück und fanden dort eine ebenfalls überlebende Tante wieder. Im März 1946 heiratete sie in Budapest ihren Jugendfreund Paul Ornstein, welcher die Zwangsarbeit an der Ostfront überlebt hatte. Kurz darauf floh das Paar aus dem sowjetisch besetzten Ungarn nach Westdeutschland und immatrikulierte sich an der Medizinischen Fakultät der Universität Heidelberg. Dort studierten sie gemeinsam mit ehemaligen Wehrmachtssoldaten, was Ornstein als besondere Herausforderung empfand. Sie schloss das Studium 1952 ab und spezialisierte sich auf Kinderpsychiatrie.
Im Jahr 1951 emigrierten Anna und Paul Ornstein in die Vereinigten Staaten und bauten sich in Cincinnati, Ohio, eine neue Existenz auf. Das Ehepaar blieb 70 Jahre verheiratet, bis Paul Ornstein 2017 starb. Aus der Ehe gingen drei Kinder hervor. Anna Ornstein starb am 2. Juli 2025 in Brookline, Massachusetts, im Alter von 98 Jahren.

## Wirken
Schon vor dem Krieg wollte Ornstein Menschen helfen, doch ihre Erlebnisse im Holocaust vertieften den Wunsch, Kinder und Familien psychiatrisch zu unterstützen. In den Vereinigten Staaten wurde sie zu einer führenden Vertreterin der von Heinz Kohut begründeten Selbstpsychologie, die Empathie als zentrales therapeutisches Werkzeug betont. Ihr Ansatz zur Verbindung biografischer Authentizität mit theoretischer Reflexion machte sie zu einer gefragten Lehrerin, Mentorin und moralischen Stimme der US-amerikanischen Psychoanalyse.
Sie lehrte Kinderpsychiatrie an der University of Cincinnati und war Lecturer in Psychiatry an der Harvard Medical School. Später wurde sie Professorin Emerita für Kinderpsychiatrie an der University of Cincinnati und Supervising Analyst am Boston Psychoanalytic Society and Institute (BPSI). Gemeinsam mit ihrem Mann leitete sie das International Center for the Study of Psychoanalytic Self-Psychology.
Ornstein veröffentlichte zahlreiche Fachaufsätze zu Kindesentwicklung, Trauma, Empathie und psychoanalytischer Therapie. Ihr bekanntestes Buch ist der 2004 erschienene Erinnerungsband My Mother’s Eyes: Holocaust Memories of a Young Girl. Darüber hinaus setzte sie sich in Schulen und Organisationen wie Facing History and Ourselves und der Terezin Music Foundation für die Vermittlung von Toleranz und Holocaustgeschichte an Jugendliche ein. Bis ins hohe Alter hielt sie Vorträge und Diskussionsgruppen über Überleben, Trauma und die Rolle der Kunst bei der Erinnerung an den Holocaust.
Für ihr lebenslanges Engagement erhielt sie 2018 den Arthur R. Kravitz Award for Community Action and Humanitarian Contributions des BPSI.